# Kolkraftverk

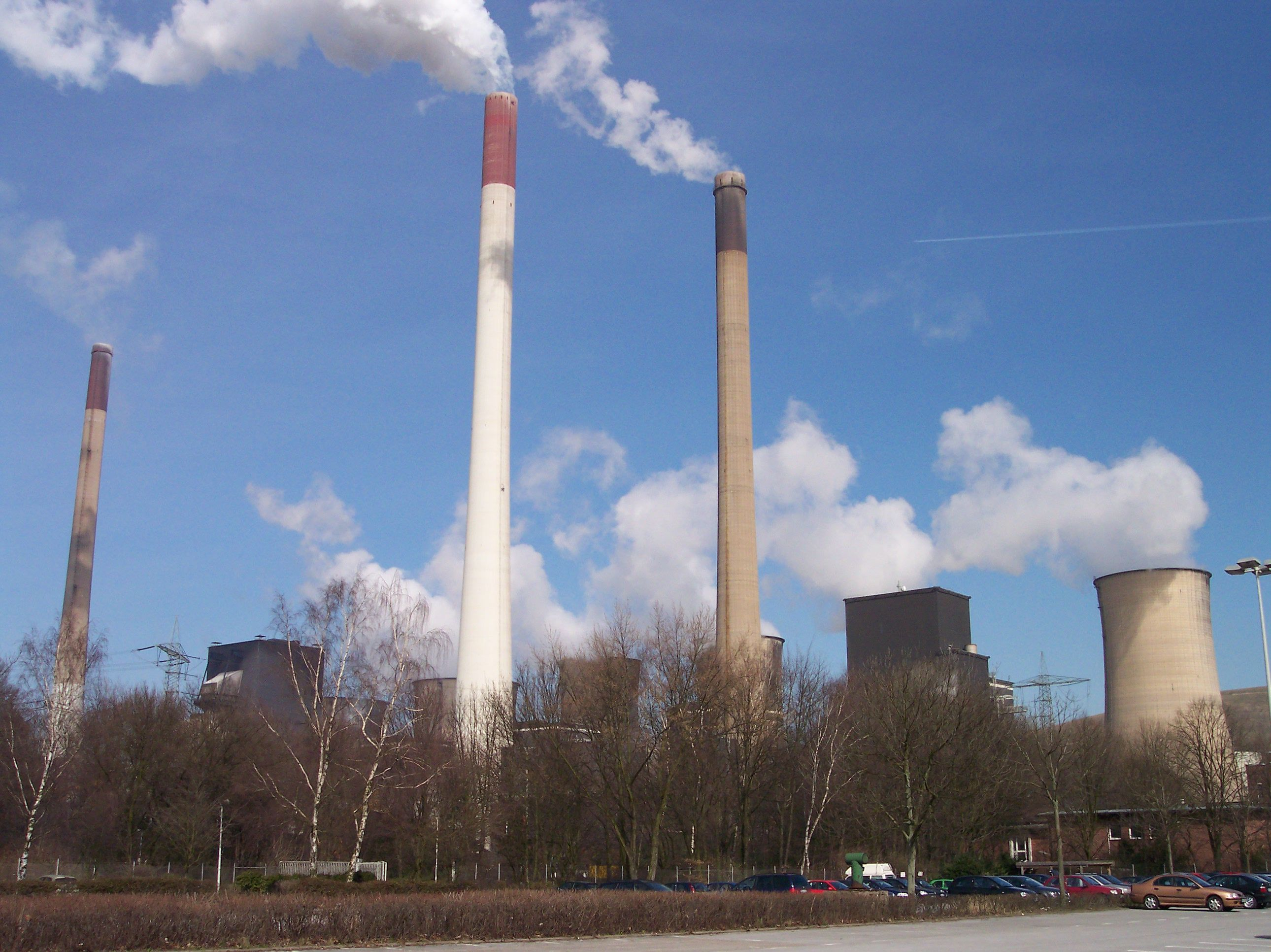
Kolkraftverk i Tyskland

Ett kolkraftverk är ett kondenskraftverk, som producerar elektricitet genom förbränning av kol, vilket alstrar värme som värmer vatten som driver ångturbiner som i sin tur driver generatorer. Kolkraftverks tekniska livslängd är 40-50 år.
Koleldade kraftverk producerar över en tredjedel av världens el men orsakar stora mängder luftföroreningar.
Ca 9000 kolkraftverk i världen, varav över 1000 i Kina, släpper ut över 12 Gton koldioxid varje år, nästan en tredjedel av de totala utsläppen av koldioxid. Kolkraften är därför den enskilt största källan till den global uppvärmningen. I Europa och Amerika avvecklas kolkraften, men det byggs och planeras fortfarande för ca 1600 nya kolkraftverk i ca 60 länder, huvudsakligen i Asien. År 2019 minskade kolkraften i världen med tre procent.

## Funktion
I ett kolkraftverk används värmen från förbränning av kol till att förånga vatten. Ångan driver en ångturbin, som i sin tur driver en generator som alstrar elektricitet. Mindre anläggningar använder ofta roster, medan större anläggningar använder pulverbrännare eller fluidiserade bäddar. 
Kolet pulveriseras för att bli mer "explosivt" - det gör att kolet kan brinna effektivare och vid högre temperaturer. Vanligtvis eldas det med stenkol. Brunkol används på grund av sitt lägre energiinnehåll endast i anläggningar i anslutning till brunkolsgruvor.

## Miljöpåverkan
Kolkraftverkets miljöpåverkan beror på kolets renhetsgrad och den förbrännings- och rökgasreningsteknik som tillämpas. Stora halter av bland annat svaveldioxid och koldioxid bildas. Om de släpps ut i luften, orsakar de surt regn och bidrar till global uppvärmning. Mycket av föroreningarna kan renas bort med geologisk lagring av koldioxid. Men det är bara på försöksstadiet än så länge.

## Kolkraft i Sverige
Kol och kolkraftverk står sedan 2020 inte längre för någon svensk elproduktion, efter att det sista kolkraftverket lagts ned. I svenska kolkraftverk användes stenkol. 2017 var de tre största produktionsslagen i Sverige vattenkraft (40,3 %), kärnkraft (39,3 %) och vindkraft (11,0 %). Svenska Vattenfall ägde och drev också det nu nedlagda kolkraftverket Moorburg i Tyskland.